# Izraeli Haditengerészet

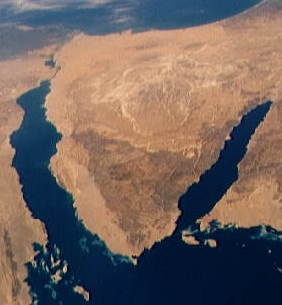
Az Izraeli Haditengerészet működési területe a Földközi-tenger, a Vörös-tenger, a Szuezi-csatorna és az Akaba-öböl

Az Izraeli Haditengerészet (héberül: חיל הים הישראלי) az Izraeli Védelmi Erők része. Működési területük a Földközi-tenger, a Vörös-tenger, a Szuezi-csatorna és az Akaba-öböl. Jelenlegi parancsnoka Ram Rothberg admirális.

## Bázisok

A haditengerészet jelzése

- Haifa bázis – Rakétás fregatt Flottilla, Tengeralattjáró Flottilla, járőrhajók (914-es egység)

szimbóluma a két nyíl – az egyik a rakétás-fregattokat, a másik a tengeralattjárókat jelképezi
- Atlit bázis – Shayetet 13

- Ashdod bázis – járőrhajók (916-os egység)

szimbóluma a két egymással szembefordított nyíl
- Eilat bázis- járőrhajók (915-ös egység)

Az Eilat bázist 1951-ben alapították és az 1981-es Izraeli-Egyiptomi békekötés óta a központja Eliat. Előtte Sarm es-Sejk-ben diszlokált.
szimbóluma az eliati házakra jellemző piros tető
- Haditengerészeti Oktatási Központ (Haifa) – tengeralattjáró-, rakétás fregatt- és tengerészeti tiszti iskola

- Mamtam (héberül: ממת"ם) – számítástechnika. Mamtam egy kis bázis, feladata a haditengerészet számítástechnikai és kommunikációs biztosítása. Az itt dolgozó katonák egyetemi végzettségű programozók, gépészek és informatikusok.

A haifai bázis szimbóluma a bagoly – ami a bölcsességet és a kemény tanulást jelképezi.
- Haditengerészeti Javítóbázis

- Haditengerlészeti Főparancsnokság – Tel-Aviv

## Haditengerészeti erők

### Rakétás-fregatt Flottilla
A Rakétás-fregatt Flottilla kikötője Haifa-ban van.

#### Feladata
- védelmezni Izrael vízi kereskedelmét
- esetleges tengeri blokád megakadályozása
- ellenséges kikötők blokád alá vonása háború idején

### Tengeralattjáró Flottilla
Önkéntes alapon működő egység. 1951-ben alapították.

#### Feladata
Izrael vízalatti támadóereje.
- ellenséges vízi egységek támadása saját kikötőikben.
- titkos információgyűjtés.
- utánpótlás szállítása más egységeknek.

#### Egységei
- Három 1925 tonna vízkiszorítású Dolphin-osztályú dízel-elektromos hajtású tengeralattjáró, képessé téve a nukleáris töltetű Popeye Turbo robotrepülőgép hordozására és kilövésére.

2006. augusztus 24-én az Izraeli Haditengerészet megbízást adott két, nukleáris fegyverek célba juttatására képes (Type 214 – Dolphin-osztályú) tengeralattjáró gyártására. A tervek szerint a tengeralattjárók 2010-ben állhatnak szolgálatba.

### 13. Flottilla (Haditengerészeti Kommandós Egység)
Shayetet 13

### Hírszerzés
Haditengerészeti Hírszerzési Hivatal

## Egységek

### Támadó egységek

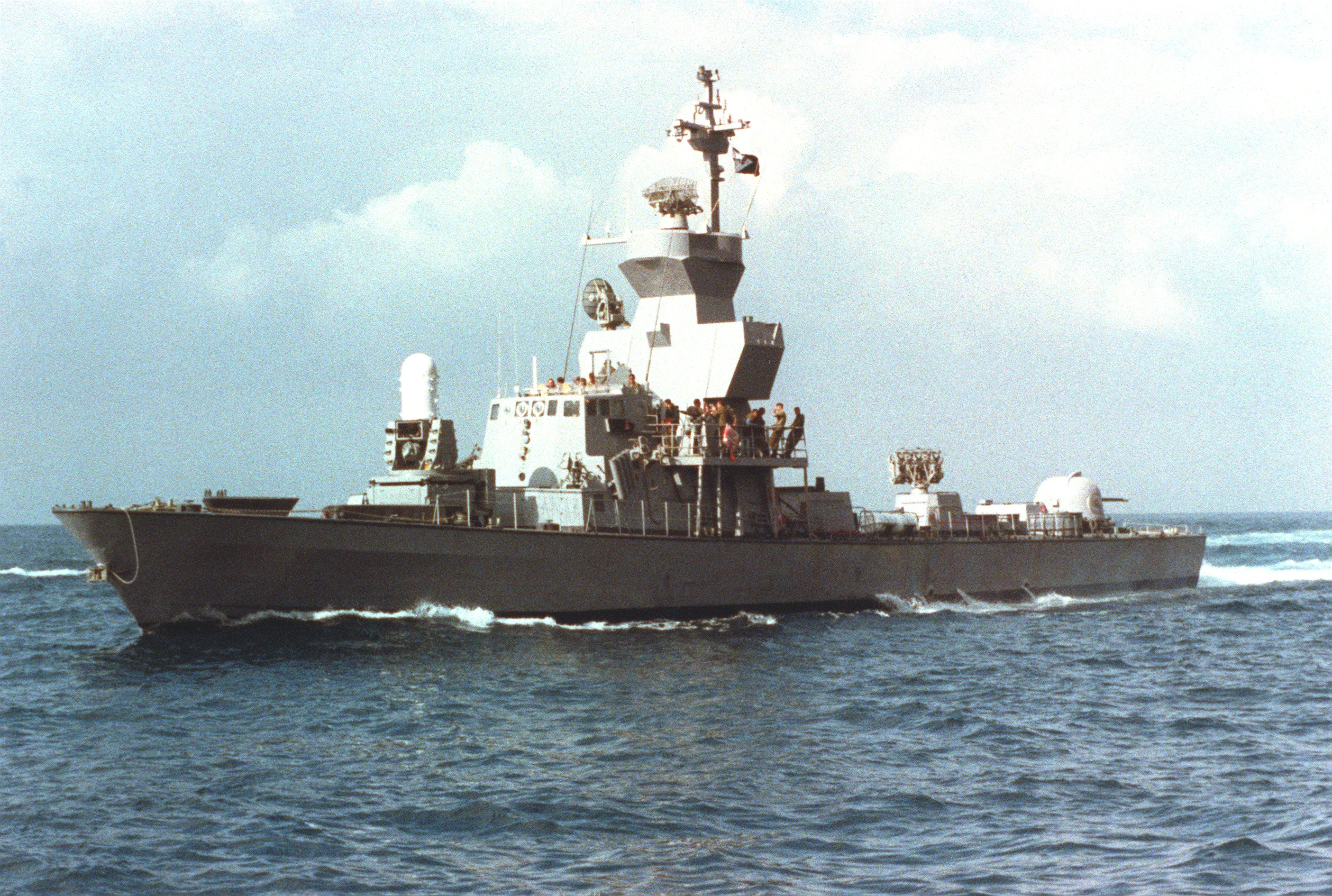
Az INS Netz

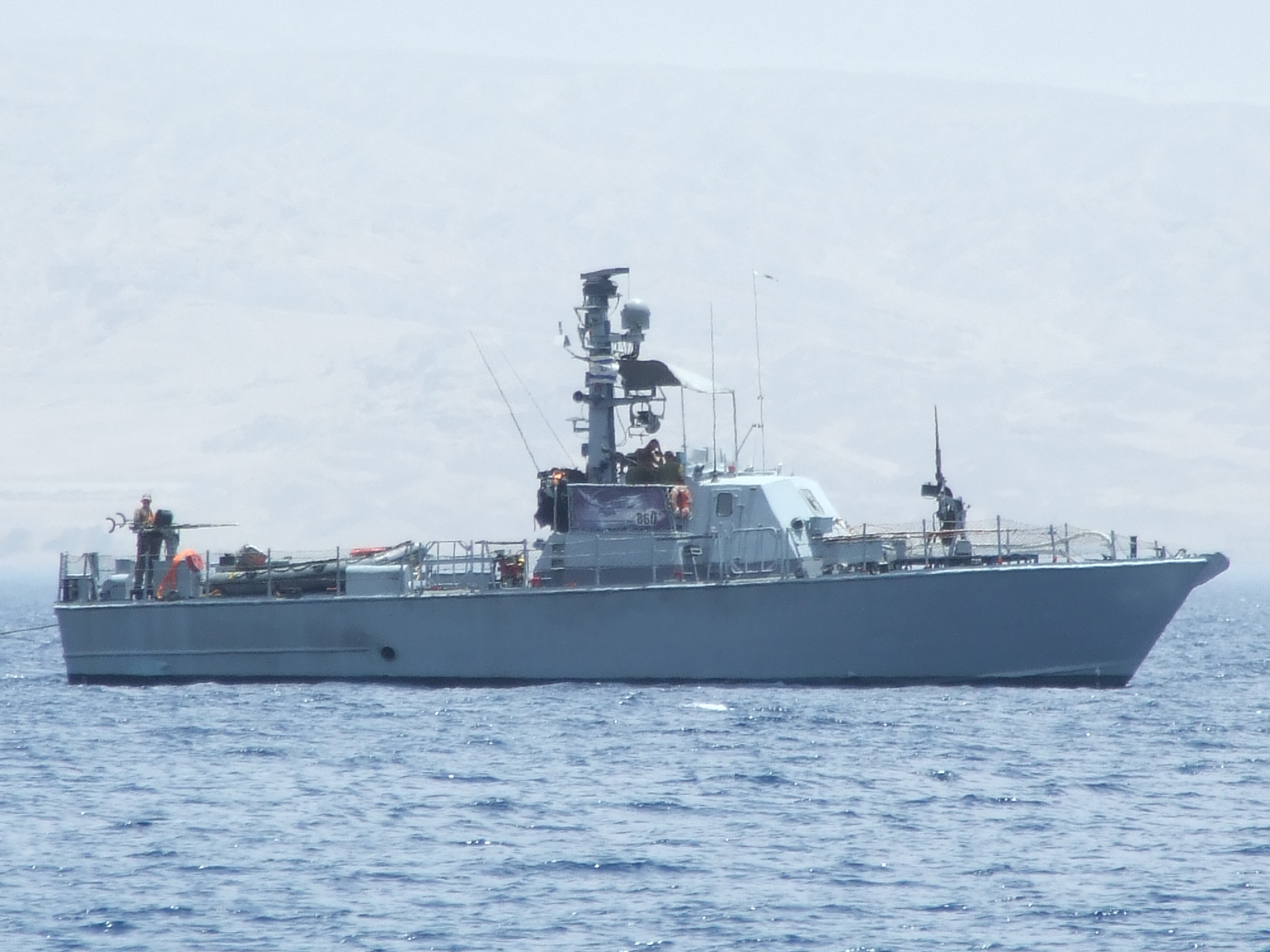
Dabur-osztályú parti járőrhajó

- Aliya-osztályú (Saar 4.5) gyors támadó hajók
  - INS Aliya
  - INS Geoula

- Geoula-osztályú rakétás-fregatt
  - INS Geoula 1980

- Hetz-osztályú (Saar 4.5) gyors támadó hajók
  - INS Romat
  - INS Keshet
  - INS Hetz

- Mivtach-osztályú (Saar 2) gyors támadó hajók
  - 311 Mivtach
  - 312 Miznag
  - 313 Mifgav
  - 321 Eilath
  - 322 Haifa
  - 323 Akko

- Reshef-osztályú (Saar 4) gyors támadó hajók
  - INS Atzmaut 1979
  - INS Moledet 1979
  - INS Komemiyut 1980

- Super Dvora-osztályú gyors támadó hajók
  - 810-821

### Járőrhajók
- Dabur-osztály (parti-járőr)
- Dvora járőr-hajó
- Shaldag Mk II FPB
- Super Dvora Mk II FPC
- Super Dvora Mk III FPIC
- Zivanit-osztály
- Eilat Saar 5 osztályú rakétás-fregatt
  - 501	INS Eilat 1994
  - 502	INS Lahav 1994
  - 503	INS Hanit 1995

### Tengeralattjárók
- S osztály
  - INS Tanin
  - INS Rahav

- T osztály
  - INS Leviathan

- GAL osztály- Angol építésű, német 206A típusú tengeralattjáró
  - INS Gal
  - INS Tanin
  - INS Rahav

- Dolphin-osztályú Type 800 tengeralattjáró
  - INS Dolphin 1999
  - INS Leviathan 1999
  - INS Tekumah 2000

### Rakétás-fregattok
- Lahav-osztályú rakétás-fregatt
  - INS Eilat
  - INS Lahav
  - INS Hanit

- Hetz-osztályú rakétás-fregatt
  - INS Hetz 1991
  - INS Kidon 1974-1995
  - INS Nitzahon 1975-1998
  - INS Yafo 1975-1998
  - INS Romat 1981
  - INS Keshet 1982

- Reshef-Saar IB osztályú rakétás-fregatt
  - INS Atzmaut
  - INS Moledet
  - INS Komeniyut

### Ellátó hajók
- Qeshet-osztályú iskola-hajó
  - INS Qeshet 1976-1991

- Sufa-osztályú tolóhajó
  - INS Sufa

### Egyéb
- Barak – Légvédelmi rakétakomplexum
- Gabriel – hajó elleni rakéta
- Typhoon – fegyverplatform
- NAVAL tüzérségi rakéta-rendszer
- Rafael Protector pilóta nélküli felderítő repülőgép
- EL/M-2221 STGR – felderítő, követő és rávezető radar
- EL/M-2228S AMDR – automata rakétakövető radar
- EL/M-2228X SGRS – felderítő rada rendszer
- EL/M-2238 STAR – felderítő és korai riasztó radar
- EL/M-2226 ACSR – továbbfejlesztett partvédelmi felderítő radar

## Külső hivatkozások
- Izraeli Haditengerészet – hivatalos honlap
- Izraeli Haditengerészet